# Хуліан Кіньйонес
Хуліан Кіньйонес (ісп. Julián Quiñones, нар. 24 березня 1997, Магуї-Паян) — колумбійський футболіст, нападник мексиканського клубу «УАНЛ Тигрес».

## Клубна кар'єра
Народився 24 березня 1997 року в колумбійському місті Магуї-Паян. Вихованець футбольної школи мексиканського клубу «УАНЛ Тигрес». У кінці 2015 року для отримання ігрової практики він на правах оренди перейшов у «Венадос», за який до кінця сезону 2015/16 зіграв у 14 іграх другого мексиканського дивізіону.
Влітку Хуліан повернувся в УАНЛ. 24 липня в матчі проти «Атласа» він дебютував у мексиканській Прімері, замінивши у другому таймі Ісмаеля Сосу. У своєму дебютному сезоні Кіньйонес став чемпіоном Мексики, але зіграв у тому турнірі лише 7 ігор, так і не ставши основним гравцем, через що наступний сезон 2017/18 знову провів в оренді, цього разу у клубі «Лобос БУАП», забивши 17 голів у 28 іграх чемпіонату.
Влітку 2018 року Кіньйонес повернувся в «УАНЛ Тигрес» з яким удруге став чемпіоном у 2019 році, а наступного виграв і Лігу чемпіонів КОНКАКАФ. Це дозволило футболісту з командою поїхати на клубний чемпіонат світу в Катарі, де Кіньйонес зіграв у одному матчі і став з мексиканцями віце-чемпіоном світу. Станом на 12 лютого 2021 року відіграв за монтеррейську команду 55 матчів у національному чемпіонаті.

## Виступи за збірну
У 2017 року у складі молодіжної збірної Колумбії взяв участь у молодіжному чемпіонаті Південної Америки в Еквадорі. На турнірі він зіграв у восьми матчах і посів з командою 6 місце.

## Титули і досягнення

### Командні
- Чемпіон Мексики (2):

«УАНЛ Тигрес»: Апертура 2016, Клаусура 2019
- Володар Суперкубка Мексики (1):

«УАНЛ Тигрес»: 2018
- Переможець Ліги чемпіонів КОНКАКАФ (1):

«УАНЛ Тигрес»: 2020

### Збірні
- Переможець Ігор Центральної Америки та Карибського басейну: 2018
- Володар Золотого кубка КОНКАКАФ (1): 2025